# Клоун (фільм, 1916)
Клоун (англ. The Clown) — американська драма режисера Вільяма Ч. де Мілля 1916 року.

## У ролях
- Віктор Мур — Піффл
- Томас Міган — Дік Ордвей
- Ернест Джой — суддя Джонатан Ле Руа
- Флоренс Дагмар — Міллісент, його дочка
- Джералд Ворд — Джекі, його син
- Том Форман — Боб Гантер
- Хорас Карпентер — менеджер цирку
- Воллес Пайк — Ролло
- Біллі Джейкобс — Джонатан Ле Рой Фокс